# 費爾德基希
費爾德基希（法語：Feldkirch，德語發音：[ˈfɛltkɪʁç] ⓘ）是奧地利西部福拉爾貝格州的一個城市。靠近瑞士及列支敦士登邊界。2007年費爾德基希有人口32,193人。費爾德基希是費爾德基希區的行政中心。費爾德基希的人口數在福拉爾貝格州中排名第二，并略超過州府布雷根茨。

費爾德基希 - Feldkirch
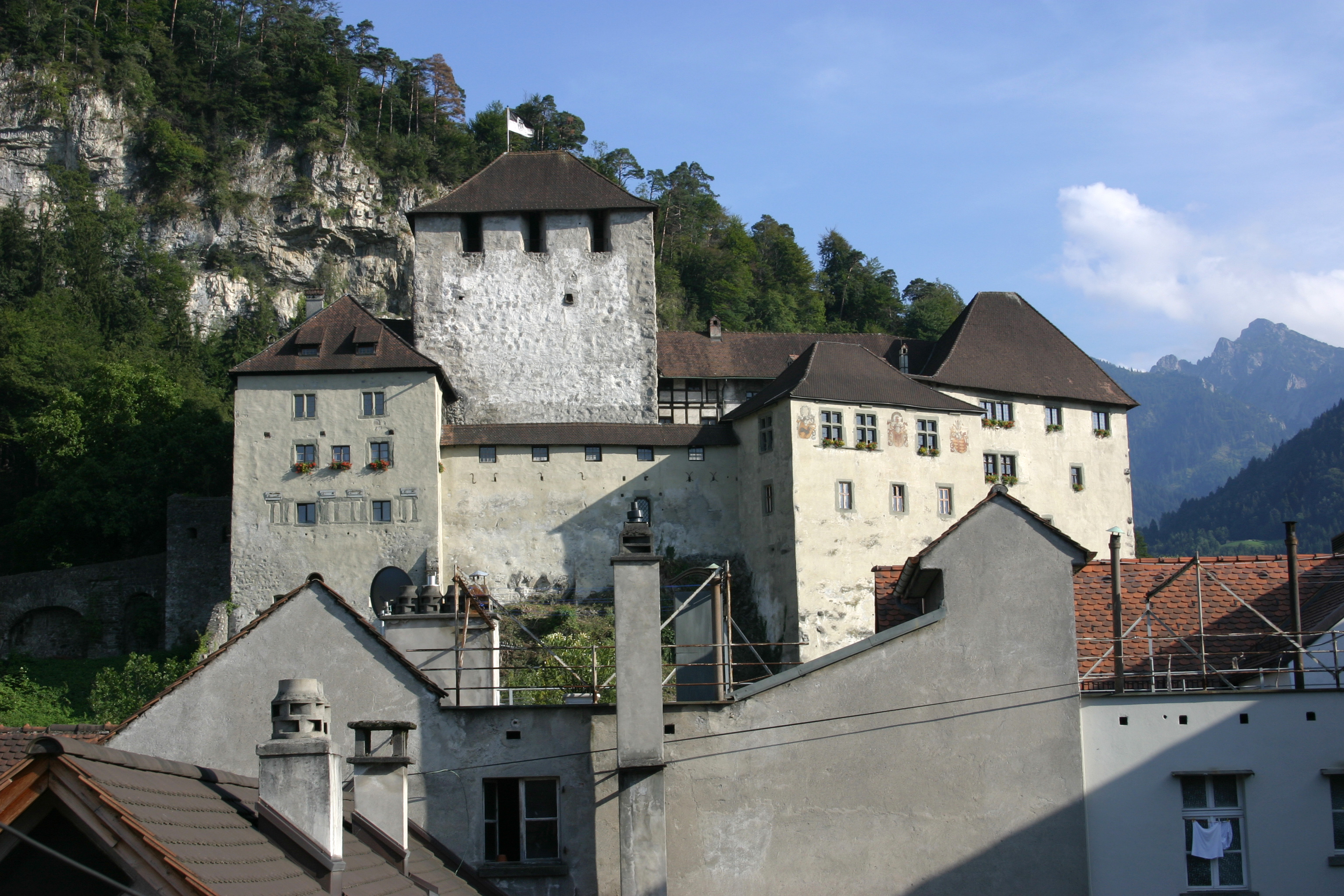
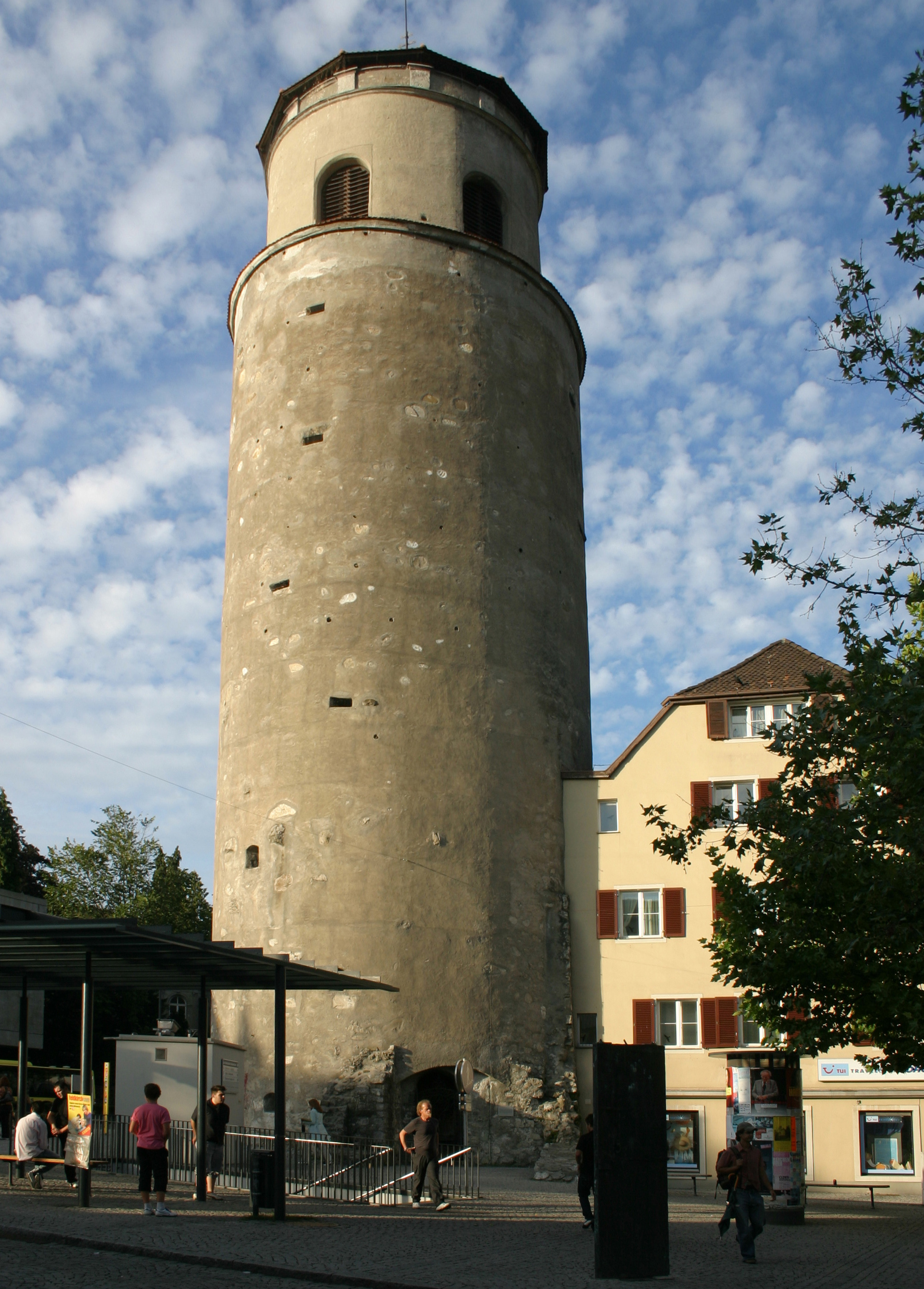
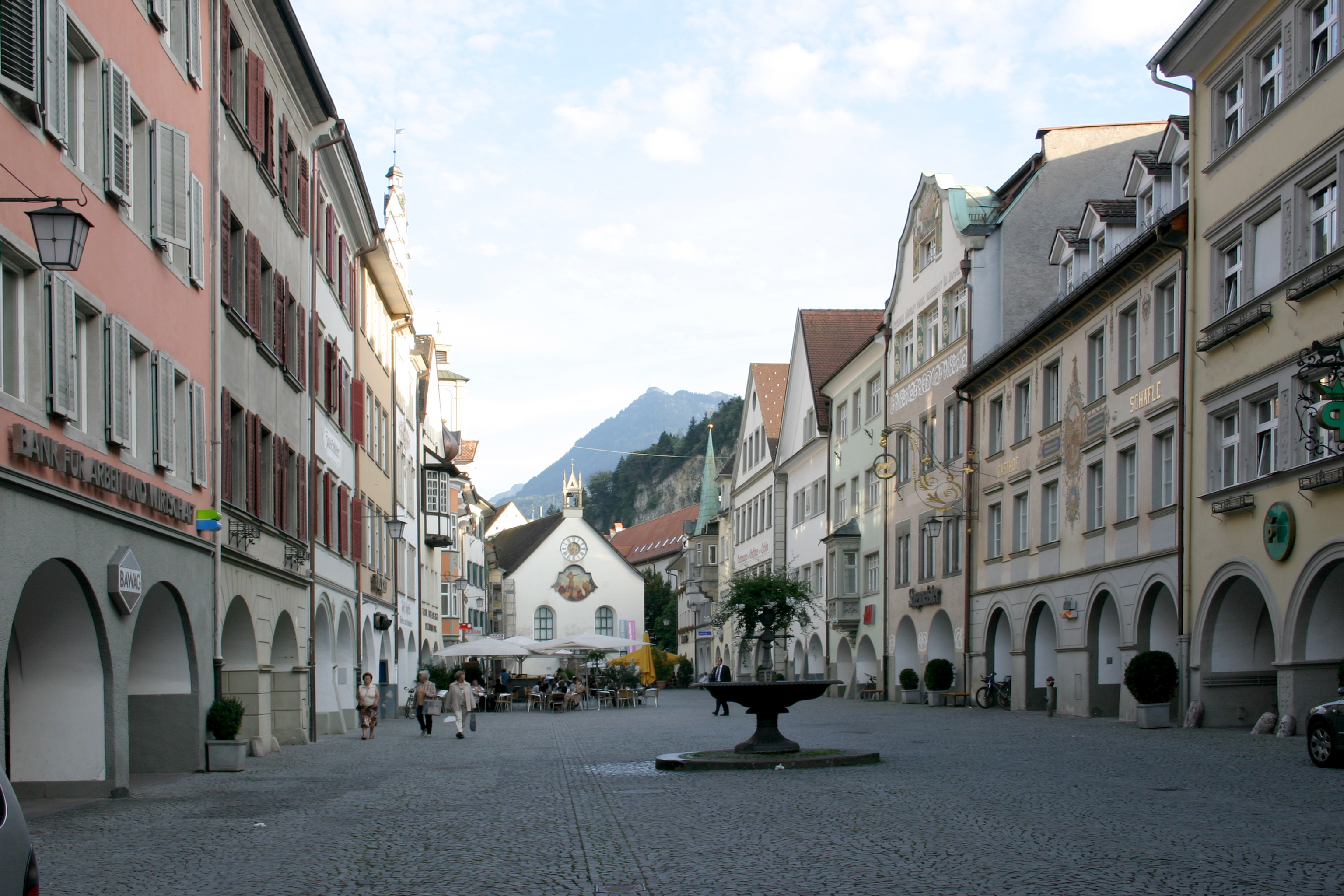
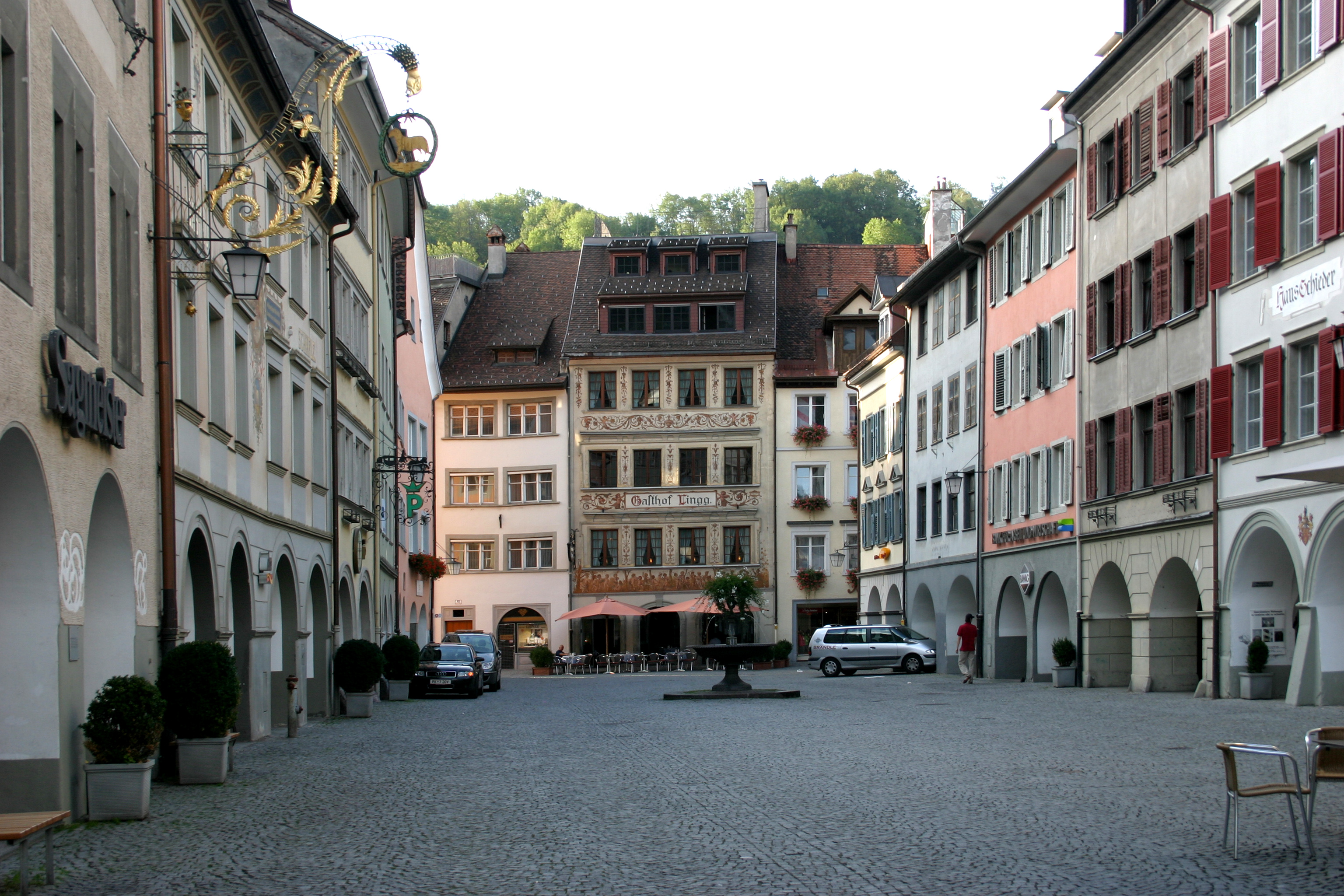
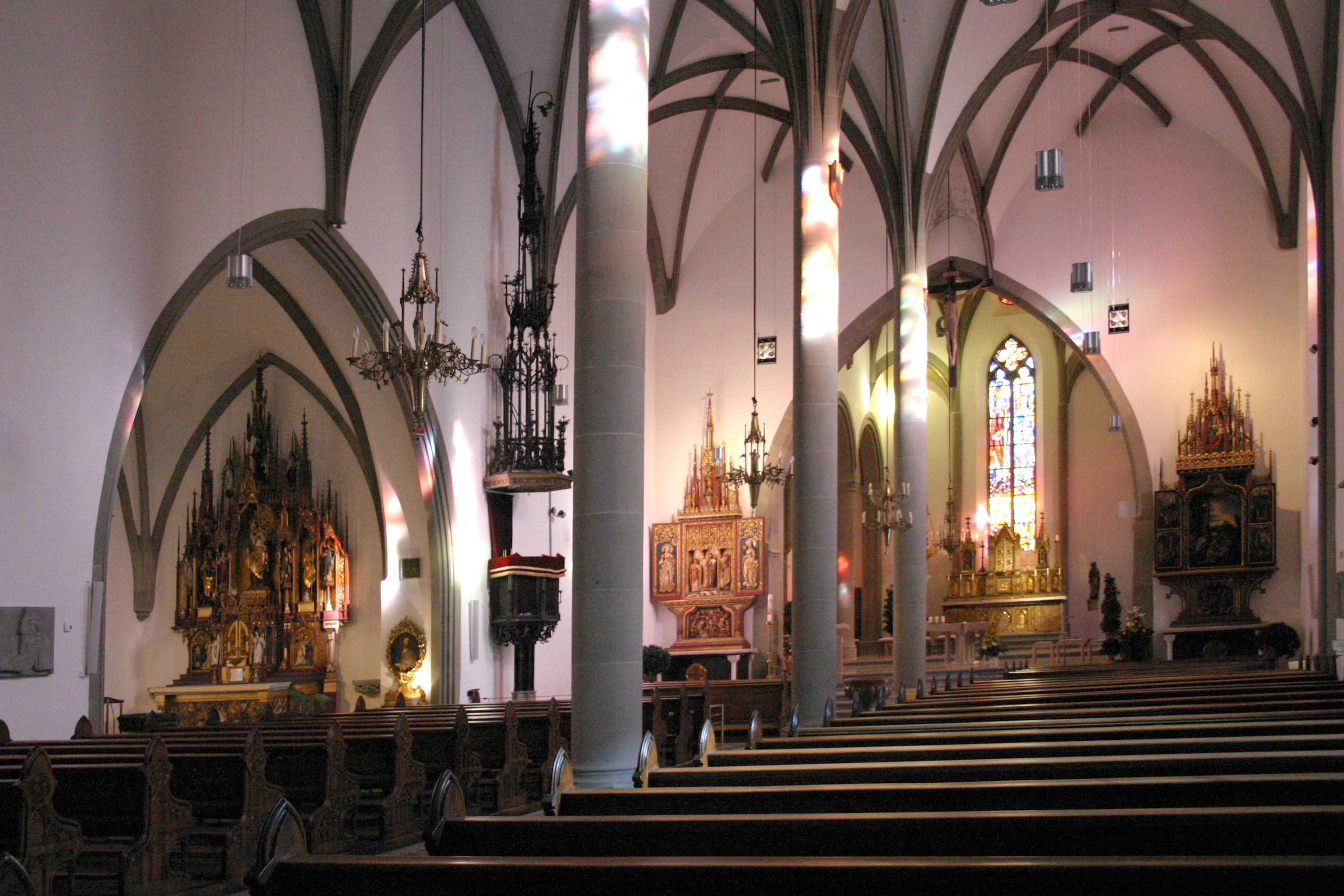